# Slash (guitariste)
Pour les articles homonymes, voir Slash et Hudson.
 (décembre 2008).
Si vous disposez d'ouvrages ou d'articles de référence ou si vous connaissez des sites web de qualité traitant du thème abordé ici, merci de compléter l'article en donnant les références utiles à sa vérifiabilité et en les liant à la section « Notes et références ».
Saul Hudson, dit Slash, est un guitariste anglo-américain, né le 23 juillet 1965 à Hampstead, un quartier de Londres (Royaume-Uni).
À ses débuts guitariste d'un groupe nommé Road Crew, il est surtout connu pour être le guitariste soliste du groupe américain de hard rock Guns N' Roses de 1985 à 1996, puis de nouveau à partir de 2016, et le leader de Slash's Snakepit de 1995 à 2001. Il a ensuite fondé Velvet Revolver avec Duff McKagan et Matt Sorum. En 2010, il se lance dans une carrière solo et sort son premier album intitulé Slash qui réunit plusieurs artistes, notamment le chanteur et guitariste Myles Kennedy avec qui il réalise ensuite les albums solo Apocalyptic Love, World on Fire, Living the Dream et 4.
Membre emblématique, avec Axl Rose, de Guns N' Roses, Slash est reconnaissable à son chapeau haut-de-forme, ses lunettes de soleil et sa chevelure longue et bouclée. Faisant partie des guitaristes les plus connus, il possède un son très particulier au jeu chromatique fluide et finement ciselé. En août 2009, le Time le classe deuxième dans sa liste des 10 meilleurs joueurs de guitare électrique de tous les temps derrière Jimi Hendrix. Il apparaît également à la 65e place du classement des 100 plus grands guitaristes de tous les temps du magazine Rolling Stone en 2011.

## Biographie

### Enfance et débuts
Slash est né le 23 juillet 1965 à Londres en Angleterre, d'un père anglais et d'une mère afro-américaine, tous deux impliqués dans le monde du spectacle. La mère de Slash, Ola Hudson (décédée le 5 juin 2009 d'un cancer du poumon), avait créé des costumes de scène pour John Lennon, David Bowie ou Diana Ross. Son père, Antony Hudson, est artiste-peintre.
Slash est élevé en Angleterre à Stoke-on-Trent, dans le Staffordshire, par ses grands-parents paternels et son père, jusqu'en 1970, année durant laquelle ils rejoignent sa mère à Los Angeles (États-Unis) où elle était restée pour son métier de styliste. Il entre alors au collège de Fairfax.
En 1975, alors que ses parents se séparent, il part habiter avec sa mère et son jeune frère Albion dit "Ash" Hudson (né en 1972) à Rangely Drive. Il se met alors au BMX et remporte quelques prix. Vers l'âge de quatorze ans, Slash reçoit une guitare acoustique (que sa grand-mère avait) avec laquelle il apprend à jouer; cette guitare n'avait qu'une seule corde. Sa grand-mère lui offre plus tard une imitation d'une Gibson Explorer. Il joue ensuite sur des guitares type Stratocaster et autres B.C. Rich. Il ne reste néanmoins aucune trace de ses guitares qui ont, pour la plupart, été revendues pour de la drogue à une époque où Slash était toxicomane.
Ses premières influences musicales comprennent AC/DC, Aerosmith, Alice Cooper, Led Zeppelin, Rory Gallagher, Eric Clapton, les Rolling Stones, Kiss, Queen, Jimi Hendrix, Eddie Van Halen, Neil Young, Mick Ronson (guitariste de David Bowie période Ziggy Stardust) et Michael Jackson. Sa position sur scène semble être inspirée de Joe Perry : guitare portée basse, même type de guitares (Gibson Les Paul, B.C Rich).
Les premières chansons qu'il apprend à jouer, comme beaucoup de guitaristes débutants, sont Smoke on the Water de Deep Purple, 25 or 6 to 4 de Chicago, Hey Joe de Jimi Hendrix et Dazed and Confused de Led Zeppelin. Totalement absorbé par son instrument, Slash commence à lui consacrer beaucoup de temps, au point de jouer près de treize heures par jour au lieu de fréquenter l'école. Finalement, il abandonne l'école, rencontre le batteur Steven Adler, qu’il incite à jouer de la basse, puis de la guitare et forme avec lui le groupe Road Crew dont ils sont les seuls membres permanents.

### Guns N' Roses (1985-2021)
Slash et Steven Adler font ensuite la connaissance d'Izzy Stradlin, qui leur passe une démo sur cassette d'Axl Rose, qu'ils rencontrent peu après. Quelques semaines plus tard, alors que le guitariste Tracii Guns et le batteur Rob Gardner du groupe d'Axl – Hollywood Rose – ne peuvent assurer les premiers concerts du groupe à Seattle, Slash et Steven Adler, qui se sont proposé de jouer en remplacement, deviennent rapidement membres permanents du groupe. Le bassiste Duff McKagan les rejoint peu après en réponse à une annonce de Slash et c'est alors que le groupe est changé en « Guns N' Roses ».
Ils rencontrent le succès international dès la sortie de leur premier album Appetite for Destruction qui se vend à près de 30 millions d'exemplaires tout support confondu à travers le monde. Le style de Slash, aussi bien musical que scénique (il a l'habitude de porter un chapeau haut-de-forme sur scène) aura largement contribué au succès et à l'image du groupe. Seule ombre au tableau, Slash a très mal vécu le renvoi de Steven Adler, son ami d'enfance qui l'avait initié à la musique.
Après la tournée Use Your Illusion Tour, Slash obtient la citoyenneté américaine. Tout au long de sa carrière au sein des Guns N' Roses, Slash s'impliquera dans nombre de projets avec des artistes tels que Lenny Kravitz, Blackstreet, Michael Jackson (sur les titres, Black or White, Give in to Me, D.S.,  Morphine et Privacy), Iggy Pop, Alice Cooper, Bob Dylan et Queen. Il participe à une reprise de la célèbre chanson d'Eric Clapton, Tears In Heaven, aux côtés d'artistes aussi renommés que Steven Tyler, Scott Weiland ou bien encore Elton John, en soutien des victimes du tsunami du 26 décembre 2004.

### Slash's Snakepit (1995-2001)
Slash quitte Guns N' Roses en octobre 1996 après avoir déclaré ne plus pouvoir travailler avec Axl Rose étant donné la prise de contrôle de celui-ci sur le groupe (Axl a notamment obtenu tous les droits pour le nom « Guns N' Roses »). Il se lance alors dans une tournée avec son nouveau groupe Slash's Snakepit qu'il a fondé en 1994, alors qu'il était encore chez Guns N' Roses. Il dissout celui-ci en juillet 2001 après avoir sorti deux albums : It's Five O'Clock Somewhere en 1995 et Ain't Life Grand en 2000.

### Velvet Revolver (2002-2008)

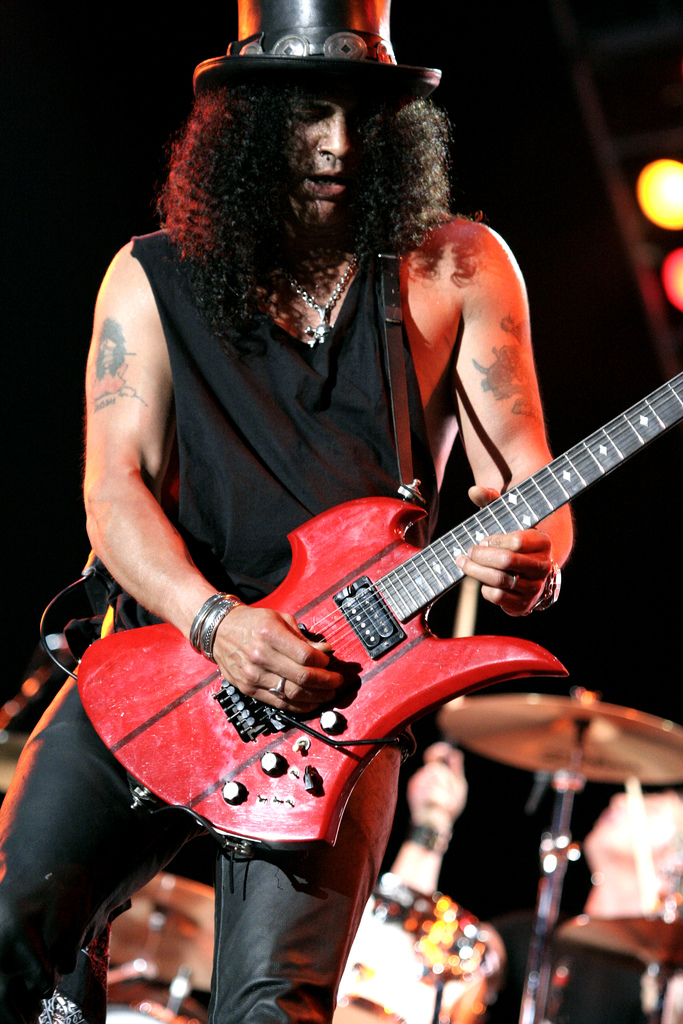
Slash sur scène avec une guitare Mockingbird de B.C. Rich.

En 2002, Slash fonde avec deux autres anciens membres de Guns N'Roses, Matt Sorum et Duff McKagan, un nouveau groupe provisoirement nommé « The Project ». C'est le début de ce qui deviendra Velvet Revolver. Au début du groupe, l'ex-guitariste de Guns N' Roses, Izzy Stradlin, se joint à eux pour les répétitions. Ils commencent tous les quatre à composer en vue d'un album et recherchent en même temps un chanteur. Après 9 mois de recherche, Scott Weiland, ex-Stone Temple Pilots, est choisi comme chanteur. Izzy Stradlin préfère alors ne plus faire partie du groupe car il ne veut plus avoir affaire à l'ego d'un chanteur après son expérience dans Guns N' Roses. Izzy Stradlin voulait que lui et Duff McKagan se partagent les parties vocales, mais Slash souhaite un vrai chanteur pour Velvet Revolver.
Duff McKagan fait alors appel au guitariste Dave Kushner pour remplacer Stradlin. En 2004, l'album Contraband voit le jour et se place directement numéro 1 dans les charts américains, ainsi que le single Slither. Après plusieurs tournées mondiales (dont une date à Paris), le groupe repart en studio et sort l'album Libertad en 2007. Celui-ci se plaça à la cinquième place dans les charts américains à sa sortie.
Les Velvet Revolver se sont séparés du chanteur Scott Weiland en avril 2008. Le groupe continue à chercher un nouveau chanteur. En mai 2014, Slash annonce que des auditions de chanteurs sont prévues prochainement.

### Carrière solo (depuis 2009)

#### Slash(2009-2011)

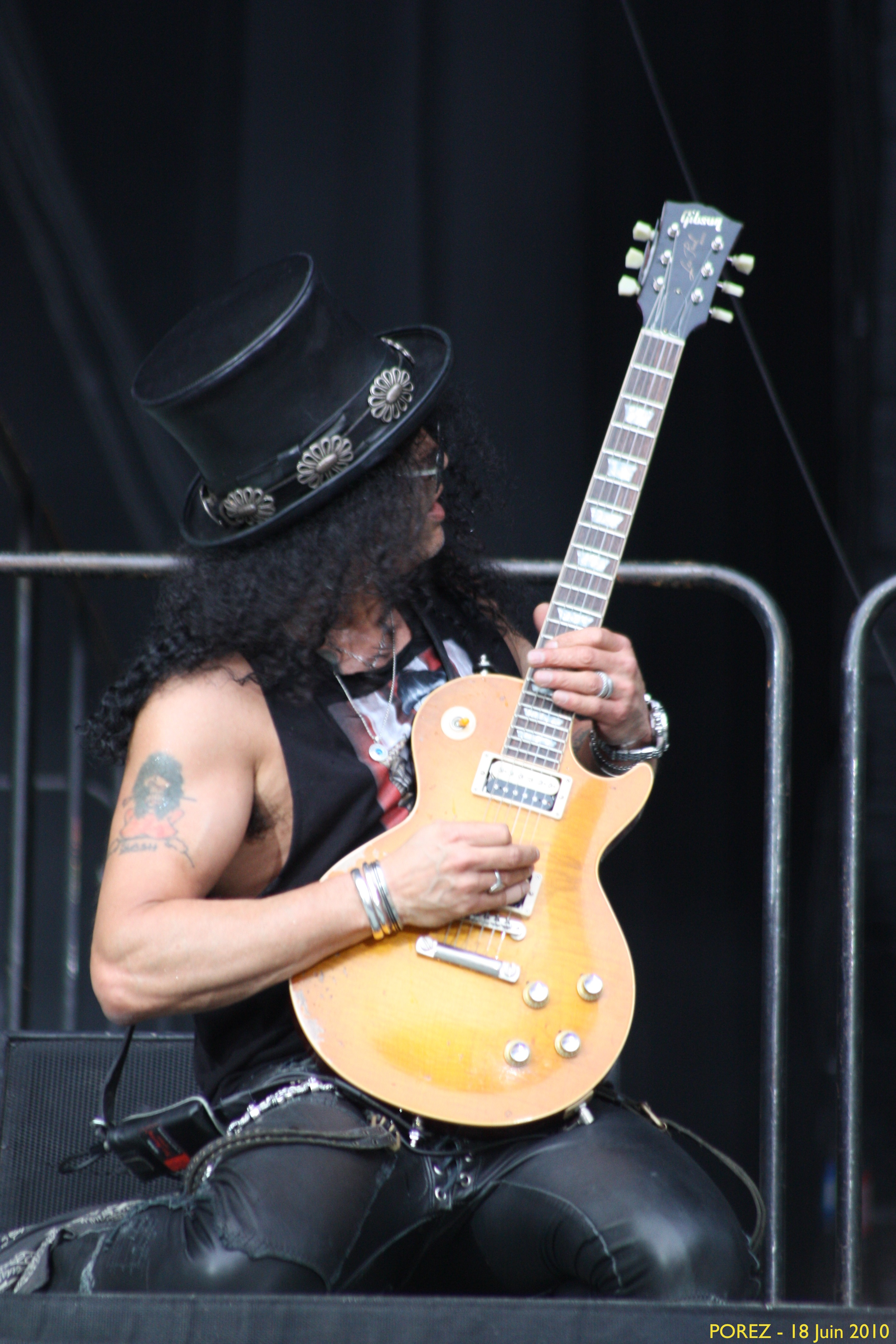
Slash interprétant le solo de Sweet Child O'mine, au Stade de France le 18 juin 2010

Durant le printemps et l'été 2009, Slash enregistre son premier véritable album solo. Connu sous le titre Slash & Friends lors de l'enregistrement, l'album Slash est l'occasion pour le guitariste d'inviter de nombreuses stars dont Iggy Pop, Dave Grohl (ex-Nirvana), Alice Cooper, Fergie des Black Eyed Peas, Andrew Stockdale de Wolfmother, Nicole Scherzinger (The Pussycat Dolls), Ozzy Osbourne, Adam Levine (Maroon 5), Lemmy de Motörhead, Chris Cornell (Soundgarden), Flea (Red Hot Chili Peppers), Josh Freese (ex-Nine Inch Nails) ou encore l'ancien batteur de Guns N'Roses et ami d'enfance Steven Adler qui jouera sur un titre. Les anciens guitariste et bassiste de Guns N'Roses Izzy Stradlin et Duff McKagan seront également présents sur l'album. Le disque est produit par Eric Valentine (Queens of the Stone Age) et mis en vente le 6 avril 2010.
Slash informe les fans du processus d'enregistrement à travers Twitter et MySpace. Slash annonce le 9 août 2009 qu'il part en tournée au printemps 2010 pour promouvoir son album. Il joue aussi des chansons de Guns N' Roses (Civil War notamment) et de Velvet Revolver. Le chanteur choisi par Slash pour cette tournée est Myles Kennedy (Alter Bridge).
Slash a joué le 2 octobre 2009 à Las Vegas en compagnie d'invités tels que Joe Perry, John 5, Thomas Briet, Nicole Scherzinger ou Courtney Love. Pour un concert le 22 novembre à Los Angeles, Slash a annoncé la présence d'Ozzy Osbourne, Chester Bennington, Dave Navarro, Travis Barker, Billy Idol et Andrew Stockdale avec lequel il jouera une des nouvelles chansons.
Le premier single, intitulé Sahara (avec Koshi Inaba au chant) sort le 11 novembre 2009 en exclusivité au Japon. Ce single comporte aussi une version de Paradise City avec Fergie et Cypress Hill. Le deuxième single By The Sword avec Andrew Stockdale de Wolfmother au chant sort le 28 mars 2010.
Le 19 mars 2010, Slash envoie à ses fans par e-mail le morceau instrumental Watch This (avec Dave Grohl à la batterie et Duff McKagan à la basse).
En mars 2010, Amazon met en ligne les chansons Crucify the Dead (avec Ozzy Osbourne au chant), Ghost (avec Ian Astbury au chant et Izzy Stradlin à la guitare rythmique), Beautiful Dangerous (avec Fergie), Back From Cali (avec Myles Kennedy) et Promise (avec Chris Cornell). Le même mois, ESPN Radio a mis en ligne les chansons Starlight (avec Myles Kennedy) et I Hold On (avec Kid Rock).
Slash était en concert à Paris, au Bataclan le 20 juin 2010, au Hellfest à Clisson le 19 juin, ainsi qu'au Festival Graspop en Belgique le 26 juin dans le cadre de la tournée pour son album Slash. Il a assuré aussi un concert au Rock am Ring en Allemagne sur le Nürburgring le 4 juin 2010.
Slash a également assuré la première partie des concerts d'AC/DC à Nice le 15 juin 2010 et au Stade de France le 18 juin 2010. Le concert du 3 juillet 2010 à Manchester a donné lieu à un double album intitulé Live in Manchester.
Le quatrième single Beautiful Dangerous interprété par Fergie sort le 27 octobre 2010.
Le 6 février 2011, Slash fait une apparition surprise aux côtés des Black Eyed Peas lors du concert de mi-temps du Super Bowl XLV.

#### Apocalyptic Love(2012-2013)
Le deuxième album solo de Slash, Apocalyptic Love, sort le 21 mai 2012. Toutes les chansons de l'album sont écrites par Slash et Myles Kennedy qui est le chanteur sur ce disque. Une tournée mondiale, qui passe par Paris le 20 octobre 2012, fait suite à la sortie de l'album. Auparavant, ils se produisent au Hellfest à Clisson le 17 juin 2012, où ils interprètent aussi quelques chansons de Guns N' Roses. On retrouve Slash sur scène quelques minutes plus tard avec « Ozzy Osbourne & Friends » en clôture du festival.

#### World on Fire(2013-2014)
En 2013, Slash prépare son troisième album solo toujours avec Myles Kennedy au chant mais produit par Michael Baskette à la place d'Eric Valentine. En mai 2014, Slash annonce que World on Fire sortira le 15 septembre. Il dévoile également une nouvelle tournée européenne pour l'automne 2014 qui passe par Paris les 12 et 13 novembre. En août 2014, il tourne aux États-Unis avec Aerosmith.
Le 8 septembre 2014, son nouvel album, World on Fire, est disponible

#### Living The Dream(depuis 2015)

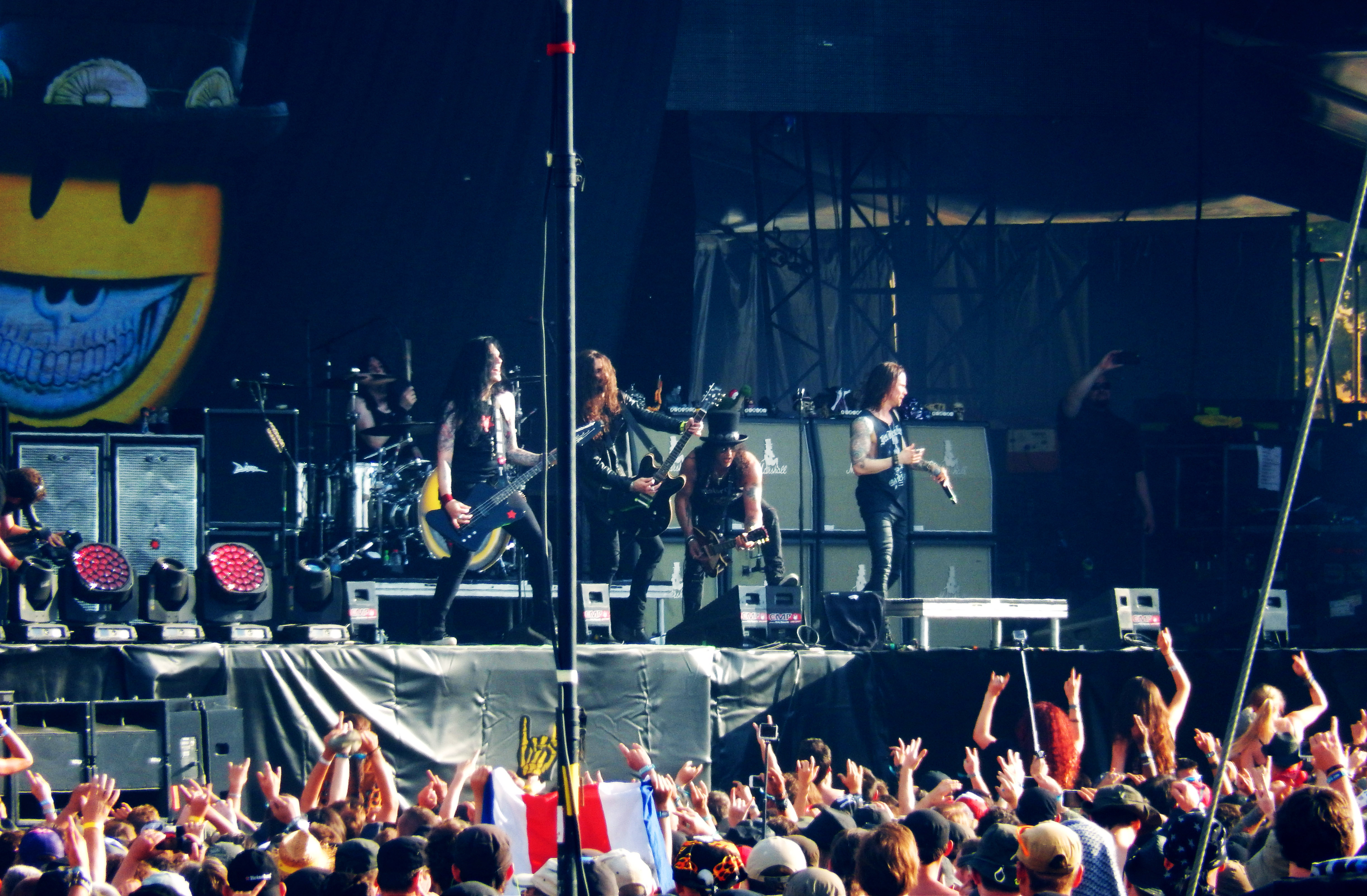
Slash au Hellfest 2015

Le 18 avril 2015, Slash annonce qu'il prépare un nouvel album avec Myles Kennedy et les Conspirators. Le titre de travail de cet album est Conspirators III.
Le 11 janvier 2016, Todd Kerns annonce à la radio que le nouvel album sera enregistré une première fois en mai 2016 (pour la basse et la batterie) et une deuxième fois en septembre 2016. Cependant, en raison de la réintégration de Slash dans Guns N' Roses, la production de l'album est bouleversée et s'interrompt pendant un certain temps. Le site officiel de Slash annonce le 22 mars 2018 que la production de l'album a repris.
Le 18 juin de la même année, on apprend que l'album s'intitule Living The Dream et sort le 21 septembre 2018.
Slash part en tournée en 2019 pour promouvoir l'album.

### Retrouvailles avecGuns N' Roses(depuis 2012)
Le 14 avril 2012, Slash est intronisé au Rock and Roll Hall of Fame avec Guns N' Roses. À cette occasion le groupe se reforme sans le chanteur Axl Rose et joue trois chansons.
Le 7 mai 2015, Slash déclare à la télévision que ses relations avec Axl Rose se sont améliorées. En août 2015, il confirme qu'il est de nouveau ami avec Axl Rose mais précise qu'il est peu probable qu'ils rejouent ensemble un jour.
Le 5 janvier 2016, après plusieurs semaines de rumeurs à ce sujet, Slash, Duff McKagan et Axl Rose confirment une reformation du groupe en annonçant officiellement leur première date au festival de Coachella, en Californie. Le groupe entame en avril 2016 la tournée Not in This Lifetime qui s'achève le 8 décembre 2018. Avec plus de 550 M$ de recette, cette tournée est la troisième ayant généré le plus de bénéfices de l'histoire.

## Vie privée
Il épouse le 10 octobre 1992 Renee Suran, mais divorce de celle-ci en 1997 après 5 ans de mariage.
Slash rencontre en 1992 Perla Ferrar à Las Vegas, après un concert de Guns N' Roses. Le couple se marie à Hawaï le 15 octobre 2001. Ils ont eu deux enfants, London Emilio et Cash Anthony, nés respectivement en 2002 et 2004. Ils divorcent début 2015.
Fin janvier 2015, il renoue avec Meegan Hodges, qui n'est autre qu'une de ses ex.

## Apparitions au cinéma et à la télévision
Slash est évoqué dans la série South Park (saison 15, épisode 5) où on explique son omniprésence par le fait qu'il est un être imaginaire, dont les parents revêtent l'apparence pour faire plaisir aux enfants (référence implicite au Père Noël). Il apparaît également en arrière-plan de l'épisode 4 de la saison 7 comme guitariste pour la manifestation anti-guerre.
On le voit également, aux côtés des membres de son groupe Guns N' Roses, en 1988, faire une courte apparition dans le film La Dernière Cible avec Clint Eastwood. Leur chanson Welcome to the Jungle est d'ailleurs utilisée au début du film comme bande originale d'un clip réalisé par le personnage interprété par Liam Neeson. Il fait également une apparition dans l'épisode 18 de la saison 2 d'Anger Management.
Il apparait également aux côtés de Ryan Gosling lors d'une représentation magistrale de I'm Just Ken donnée aux Oscars 2024.

## Discographie

### Avec Guns N' Roses
- Live ?!*@ Like a Suicide (1986)
- Appetite For Destruction (1987)
- G N' R Lies (1988)
- Use Your Illusion I (1991)
- Use Your Illusion II (1991)
- The Spaghetti Incident? (1993)
- Live Era: '87-'93 (1999)
- Greatest Hits (2004)

### Avec Slash's Snakepit
- It's Five O'Clock Somewhere (1995)
- Ain't Life Grand (2000)

### Avec Velvet Revolver
- Contraband (2004)
- Libertad (2007)

### En solo

#### Slash
- Slash (2010)
- Live in Manchester (2010)
- Made in Stoke 24/7/11 (2011)
- Orgy of the Damned (2024)

#### Slash feat. Myles Kennedy & The Conspirators
- Apocalyptic Love (2012)
- World on Fire (2014)
- Live at the Roxy 9.25.15 (2015)
- Living the Dream (2018)
- Living the Dream Tour - Live (2019)
- 4 (2022)

### Collaborations diverses
Slash a joué sur les albums de nombreux artistes au long de sa carrière dont Bob Dylan, Ray Charles, Jerry Lee Lewis ou Michael Jackson :
| Artiste                               | Album                                              | Année          | Titre |
| ------------------------------------- | -------------------------------------------------- | -------------- | --- |
| Alice Cooper                          | Hey Stoopid A Fistful of Alice Along Came a Spider | 1991 1997 2008 | Hey Stoopid Lost in America (live) Only Women Bleed (live) Elected (live) Under My Wheels (Live) Vengeance Is Mine |
| Blackstreet                           | Fix                                                | 1997           | Fix |
| Bee Gees                              | Size Isn't Evrything                               | 1993           | For Whom The Bell Tools                                                                                            |
| Bob Dylan                             | Under the Red Sky                                  | 1990           | Wiggle Wiggle |
| Boz Scaggs                            | The Concert For The Rock Roll                      | 1996           | Red House |
| Brian May                             | Resurrection                                       | 1993           | Tie Your Mother Down (live)                                                                                        |
| Insane Clown Posse                    | The Great Milenko                                  | 1997           | Halls Of Illusions                                                                                                 |
| Brian Tyler                           | Fast and Furious: Tokyo Drift                      | 2006           | Mustang Nismo |
| Sacha Baron Cohen                     | Brüno (film)                                       | 2009           | Dove of Peace |
| Carole King                           | Colour Of Your Dreams                              | 1993           | Hold Out For Love                                                                                                  |
| Carole King                           | Carole King In Concert                             | 1994           | Locomotion |
| Carmine Appice                        | Carmine Appices Guitar Zeus                        | 1995           | Where You Belong                                                                                                   |
| Cheap Trick                           | Silver                                             | 2001           | You're All Talk |
| Chic                                  | Chic Live at the Budokan                           | 1996           | Le Freak Stone Free                                                                                                |
| Daughtry                              | Daughtry                                           | 2006           | What I Want |
| Derek Sherinian                       | Blood Of The Snake                                 | 2006           | In The Summertime                                                                                                  |
| Doro Pesch                            | Calling The Wild                                   | 2000           | Now or Never |
| Duff McKagan                          | Believe In Me                                      | 1993           | Believe In Me Just Not There                                                                                       |
| Elán                                  | Street Child                                       | 2003           | Street Child |
| Ella                                  | El                                                 | 1998           | Bayangan |
| Fergie                                | Appetite For Destruction                           | 2011           | Sweet Child O' Mine                                                                                                |
| Gilby Clarke                          | Pawnshop Guitars                                   | 1994           | Cure Me...Or Kill Me... Tijuana Jail                                                                               |
| Graham Bonnet                         | The Day I Went Mad                                 | 1999           | Oh! Darling |
| Iggy Pop                              | Brick by Brick                                     | 1990           | Home, Butt Town, Pussy Power My Baby Wants To Rock N' Roll                                                         |
| Insane Clown Posse                    | The Great Milenko                                  | 1997           | Halls Of Illusions                                                                                                 |
| J                                     | Pyromania                                          | 1997           | But You Said Im Useless                                                                                            |
| Jerry Lee Lewis                       | Mean Old Man                                       | 2009           | Rockin' My Life Away                                                                                               |
| Lenny Kravitz                         | Mama said                                          | 1991           | Always on the Run Fields Of Joy                                                                                    |
| Marta Sanchez                         | Azabache                                           | 1997           | Moja Mi Corazon |
| Matt Sorum                            | Hollywood Zen                                      | 2003           | The Blame Game |
| Michael Jackson                       | Dangerous                                          | 1991           | Black or White Give in to Me                                                                                       |
|                                       | HIStory                                            | 1995           | D.S. They Don't Care About Us                                                                                      |
|                                       | Blood On The Dance Floor: HIStory In The Mix       | 1997           | Morphine |
| Motörhead                             | March Or Die                                       | 1992           | You Better Run I Ain't No Nice Guy                                                                                 |
| Muddy Waters Blues                    | A Tribute to Muddy Waters                          | 2003           | The Hunter |
| Paul Rodgers                          | In Concert:Merchants of Cool                       | 2002           | Wishing Well Crossroads                                                                                            |
| Ray Charles                           | More Music From Ray                                | 2005           | Baby Let Me Hold Your Hand                                                                                         |
|                                       | Ray Charles Sings for America'                     | 2002           | God Bless America Again                                                                                            |
| Rihanna                               | Rated R                                            | 2010           | Rockstar 101 |
| Rod Stewart                           | Human                                              | 2001           | Human |
|                                       | I Can’t Deny It                                    | 2001           | Peach |
| Stone Free: A Tribute to Jimi Hendrix | A Tribute to Jimi Hendrix                          | 1994           | I Dont Live Today                                                                                                  |
| Teddy Andreadis                       | Innocent Loser                                     | 1996           | Innocent Loser Shotgun Shack                                                                                       |
| The Outpatience                       | Anxious Disease                                    | 1996           | Anxious Disease |
| (Tribute To Led Zeppelin)             | Stairway To Heaven                                 | 1997           | Communication Breakdown                                                                                            |
| Sammy Hagar                           | Marching to Mars                                   | 1997           | Little White Lie                                                                                                   |
| Sam Kinison                           | Have You Seen Me Lately                            | 1988           | Wild Thing |
|                                       | Leader of the Banned                               | 1990           | Highway To Hell |
| Spinal Tap                            | Break Like The Wind                                | 1992           | Break Like the Wind                                                                                                |
| Vasco Rossi                           | Il mondo che vorrei                                | 2008           | Gioca con me |
| Yardbirds                             | Birdland                                           | 2003           | Over, Under, Sideways, Down                                                                                        |
| Divers artistes                       | Les Paul & Friends : A Tribute to a Legend         | 2008           | Vocalise (reprise de Serge Rachmaninoff)                                                                           |
| The Dandy Warhols                     | Rockmaker                                          | 2024           | I'd Like To Help You With Your Problem                                                                             |

## Matériel
Son chapeau haut-de-forme mythique, véritable gimmick de scène, qu'il soit Guns N' Roses ou Velvet Revolver est orné de conchos en argent similaires à ceux portés par Jim Morrison.
Slash possède une impressionnante collection de plus de deux cents guitares, dont la plupart sont des Gibson - plus précisément la Gibson Les Paul 59' - mais également des Fender, des Jackson et quelques B.C. Rich ainsi que sa fameuse Gibson EDS-1275, une guitare à deux manches. Il utilise des cordes Ernie Ball.
La plupart de ses Les Paul ont des micros Seymour Duncan Alnico II Pro. Il change aussi les tirants pour des Ernie Ball 11-48. Il existe un micro Alnico II Pro Slash signature Seymour Duncan depuis 2010.
Il est le premier musicien à avoir développé un amplificateur, en partenariat avec le manufacturier Marshall et qu'il a utilisé abondamment de 1996  à 2010. Ceci étant dit, le JCM Slash Signature se révèle n'être qu'un simple Marshall Jubilee 2555, la seule différence étant que l'ampli est noir et qu'il y a la signature de Slash dessus. Mais en 2010, après 8 mois de collaboration avec Marshall, Slash a développé un second amplificateur, nommé AFD (pour Appetite For Destruction), et qui reproduit le plus fidèlement possible le son de l'album (et particulièrement celui du morceau Nightrain). Slash utilise également des JCM800.

## Jeux vidéo
Slash est le deuxième boss du jeu vidéo Guitar Hero III: Legends of Rock, que le joueur doit affronter en duel sur un morceau inédit, composé spécialement pour l'occasion. En cas de réussite, il est possible de l'accompagner sur l'air de Welcome to the Jungle ; Slash devient ensuite un personnage jouable. Une vidéo qui lui est consacrée est également visible dans le jeu.
Son avatar est aussi visible sur la pochette du jeu, au premier plan.
Le skin (visuel de personnage ) Yorick Pentakill du champion Yorick lui est également attribué dans le moba League of Legends.
Dans le jeu Chrono Trigger, un des sbires de Magus porte son nom.
Dans le jeu Final Fight sorti en 1989 en arcade puis par la suite sur une multitude de plateformes, un des ennemis du jeu est baptisé Slash et lui ressemble fortement. À noter qu'un autre ennemi s'appelle Axl, inspiré d'Axl Rose, chanteur des Guns N' Roses.

## Distinctions
- Slash a obtenu son étoile sur le Hollywood Walk of Fame le 11 juillet 2012[29].
- Classic Rock Award de meilleur Album de l'année 2010[30].
- 65e meilleur guitariste de tous les temps, magazine Rolling Stone en 2011.